# Микониус, Фридрих
Фридрих Микониус (нем. Friedrich Myconius (Mykonius; Mekum); 1491—1546) — немецкий лютеранский богослов, францисканский монах; деятель Реформации.

## Биография
Фридрих Микониус родился 26 декабря 1490 года в городе Лихтенфельсе.

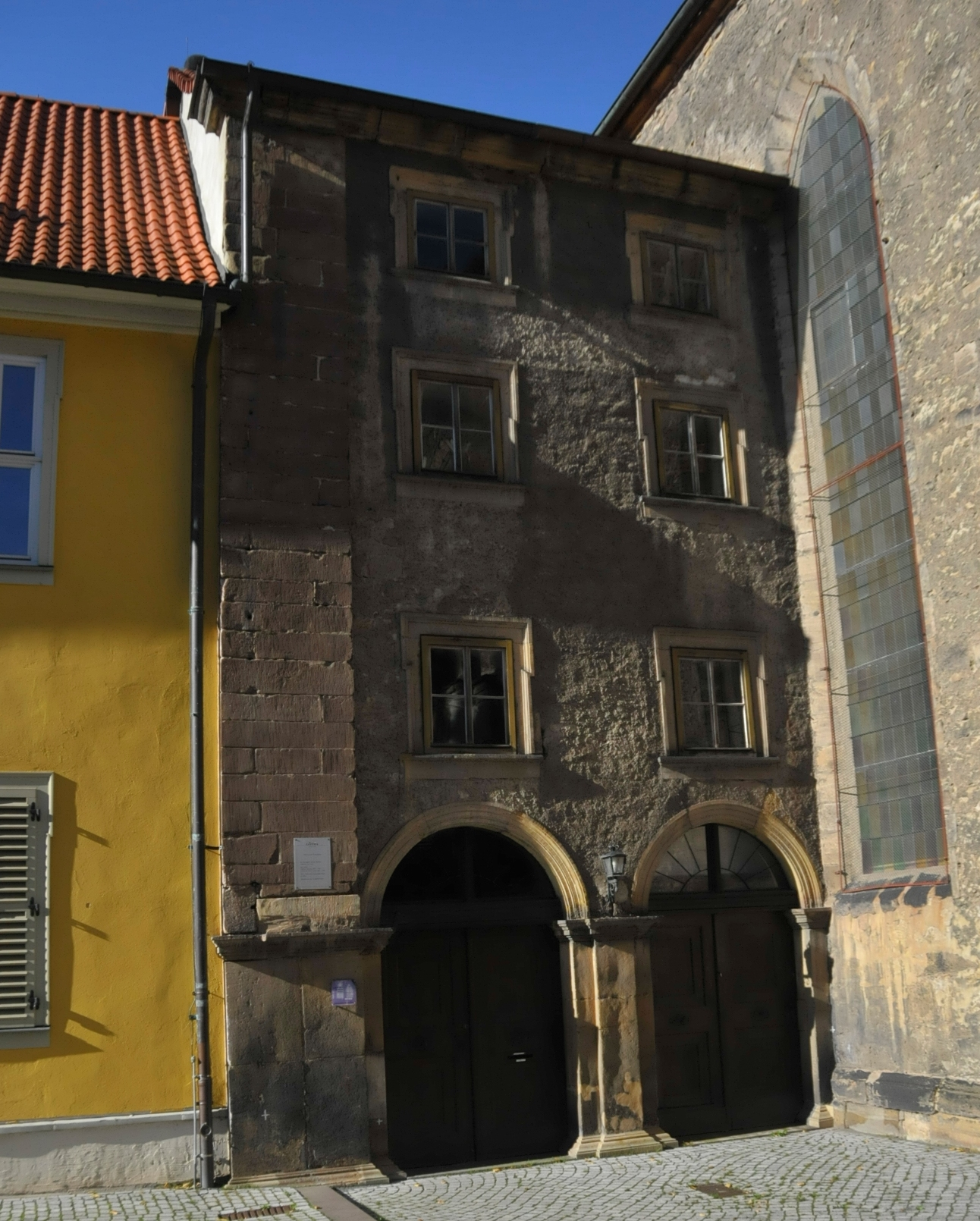
Дом в Готе где жил Микониус

Дружба с августинцем Мартином Лютером вызвала неудовольствие среди братии и Микониус вынужден был бежать в Цвиккау и Готу, где он активно проповедовал в духе нового учения Лютера и основал несколько протестантских школ. Во время Крестьянской войны 1524—1526 гг. в Германии он сумел мирной проповедью убедить восставших не причинять вреда городу Готе, где он находился в то время.
Частые проповеди оказали влияние на его здоровье, и к 1540 году он практически потерял голос, после чего сосредоточился на печатных трудах.
Написал «Краткий очерк истории реформации с 1517 по 1542 год», изданный в 1727 году Cyprian’ом. Очерк этот предназначался лишь для духовных лиц города Готы; автор сдержанно и скромно повествует о пережитых им событиях. Труд этот любопытен как заявление современника Лютера. В заключение очерка Микониус характеризует сторонников и противников «Евангелия».
Фридрих Микониус умер 7 апреля 1546 года в городе Гота.